# Cuộc vây hãm Puthukkudiyiruppu
Cuộc vây hãm Puthukkudiyiruppu là các cuộc chạm súng dữ dội giữa quân chính phủ Sri Lanka và thành phần ly khai Hổ Tamil chống giữ cứ địa cuối cùng của họ khiến khoảng 100 phiến quân thiệt mạng sau hai ngày giao tranh. Quân đội chính phủ đánh bật phiến quân khỏi hầu hết các vùng do họ kiểm soát trong cuộc tổng tấn công với mục tiêu chấm dứt cuộc chiến kéo dài đã 25 năm trên đảo quốc này.

## Nguyên nhân
Hổ Tamil khởi sự cuộc chiến từ năm 1983 để đòi quyền thành lập một quốc gia Tamil. Cho đến đầu tháng 3 năm 2009 đã có hơn 70.000 người thiệt mạng trong cuộc chiến này. Vào đầu năm 2009, chính phủ Sri Lanka bác bỏ lời kêu gọi ngưng chiến của các tổ chức cứu trợ quốc tế, nói rằng họ sắp sửa đạt chiến thắng sau cùng. Trong khi đó phía phiến quân từ chối không cho thường dân được di tản, tạo sự nghi ngờ rằng Hổ Tamil đang dùng dân làm bia đỡ đạn.

## Giao tranh
Lực lượng nổi dậy bị bao vây trong một khu vực rừng núi và bờ biển rộng khoảng 50 cây số vuông, gần Mullaittivu ở vùng Đông Bắc Sri Lanka, với khoảng 200.000 thường dân bị kẹt trong vùng giao tranh. Lục quân Sri Lanka gặp phải sự kháng cự mạnh mẽ của các tàn quân Hổ Tamil cuối cùng, vốn cầm chân được cuộc công kích của quân đội Sri Lanka thêm lần nữa. Trong một trận đánh, khoảng hơn 200 phiến quân mở cuộc tấn công gần Puthkkudiyirippu, thị trấn sau cùng còn do phiến quân kiểm soát vào trước lúc rạng đông ngày 6 tháng 3 năm 2009. Từ ngày 5 đến 8 tháng 3, giao tranh hạng nặng diễn ra khi các chiến binh Hổ Tamil tiến hành các cuộc tấn công chống lại các phòng tuyến của quân đội Sri Lanka với nỗ lực nhằm phả thủng. Quân đội Sri Lanka đánh trả bằng pháo hạng nặng bắn phá khiến hàng trăm thương vong cho dân thường.

## Thương vong
Phát ngôn viên quân sự, Chuẩn tướng Udaya Nanayakkara, ngày 8 tháng 3 nói rằng quân đội chính phủ hạ sát khoảng 100 đến 250 phiến quân trong một loạt các cuộc giao tranh trong vùng còn do địch quân kiểm soát kể từ ngày 6 tháng 3, dù rằng ông cũng nói chỉ khoảng 50 xác được thu hồi. Phía chính phủ cũng có tổn thất trong ba trận đánh ở bên ngoài cứ địa phiến quân. Tuy nhiên Tướng Nanayakkara từ chối không tiết lộ số thương vong của quân chính phủ. Các đợt tấn công của phiến quân bị đánh trả khiến ít nhất 30 phiến quân thiệt mạng. Trang web Tamilnet thân Hổ Tamil ghi nhận rằng ít nhất 100 binh sĩ và 300 dân thường cũng bị thiệt mạng.